# Dècada del 1590
La dècada del 1590 comprèn el període que va des de l'1 de gener del 1590 fins al 31 de desembre del 1599.

## Esdeveniments
- Pesta a Europa i davallada demogràfica
- Maxima exportació de plata d'Amèrica a Europa
- Guerra entre Japó i Corea

## Personatges destacats
- Caravaggio